# Luchthaven Sde Dov
De Luchthaven Sde Dov (IATA: SDV, ICAO: LLSD) (Hebreeuws: שדה דב, Arabisch: مطار سدي دوف), ook wel Dov Hoz genoemd, is een luchthaven in Tel Aviv, die voornamelijk binnenlandse vluchten afhandelt. Het is de tweede grootste luchthaven van het stedelijk gebied Tel Aviv, na Ben-Gurion. Sde Dov is genoemd naar de Israëlische luchtvaartpionier Dov Hoz. Eind 2018 wordt de luchthaven gesloten en krijgt het terrein een herbestemming als woongebied. Alle vluchten zullen worden verhuisd naar Ben-Gurion.
De luchthaven fungeert als hub voor Arkia Israeli Airlines en Israir.

## Geschiedenis

### Vroege geschiedenis
In 1937 werd de luchthaven gebouwd op aanvraag van de toenmalige burgemeester van Tel Aviv Israel Rokach. Het motief hiervoor was om joden makkelijker door het land te laten reizen tijdens de Arabisch-Palestijnse opstand. Een jaar later begonnen de vluchten en in 1940 is de huidige naam Sde Dov in gebruik geraakt. In 1940 staakte Palestine Airways al haar vluchten waardoor de infrastructuur in onbruik geraakte. Het werd vanaf toen door het Britse leger als basis gebruikt tot in 1947 Hagana de luchthaven overnam.
Tijdens de Arabisch-Israëlische Oorlog van 1948 fungeerde Sde Dov als basis voor de Israëlische luchtmacht. Ook na de oorlog werd de luchthaven nog regelmatig voor militaire doeleinden gebruikt. Tevens kwamen de commerciële vluchten terug.

### Recente geschiedenis
Na decennia van gespeculeer over relocatie of sluiting van de luchthaven, werd in 2006 beslist dat de luchthaven toch zou sluiten en dat het gebied ontwikkeld zou worden tot woongebied. Wanneer dit effectief zal plaatsvinden is onduidelijk aangezien er redelijk wat tegenstand is van onder andere de gemeente Tel Aviv en de luchtvaartmaatschappijen.
Wanneer Sde Dov toch zou sluiten, zou de militaire terminal verplaatst worden naar luchtbasis Palmachim en de commerciële vluchten zouden door Ben-Gurion overgenomen worden. Ook blijft de mogelijkheid bestaan dat een kunstmatig eiland voor de kust zal aangelegd worden, aangezien Ben-Gurion  in de volgende decennia een verzadigingspunt zal bereiken.